# Amtsnotar
Amtsnotare sind Notare, die in einem Beamtenverhältnis stehen, also nicht – wie sonst in Deutschland und den meisten anderen Staaten, die das lateinische Notariat kennen, üblich – Freiberufler sind. Neben einigen Kantonen der Schweiz ist das Amtsnotariat in Europa insbesondere für Portugal kennzeichnend.

## Deutschland

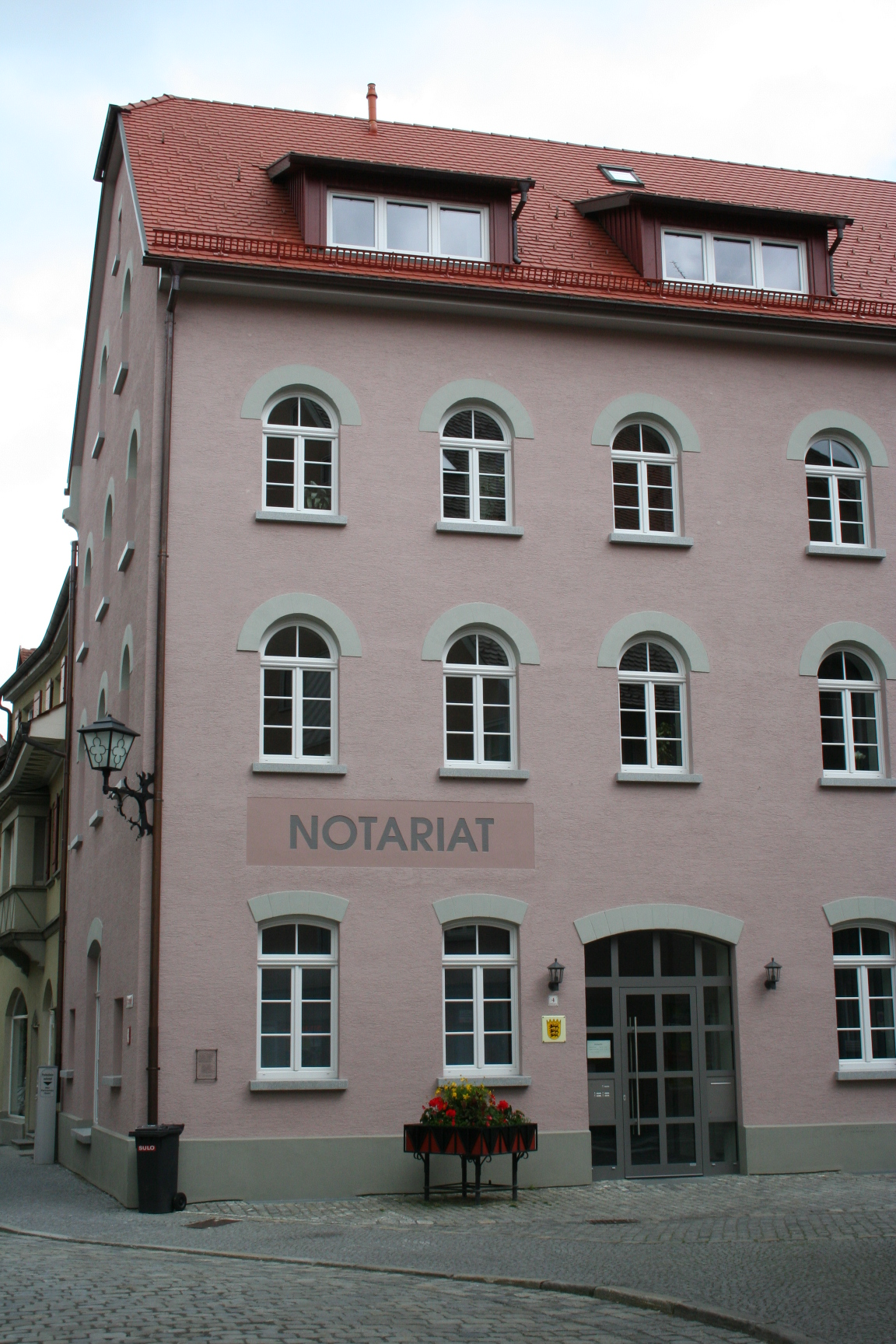
Ehemaliges Amtsnotariat Wangen im Allgäu

Amtsnotare gab es innerhalb Deutschlands nur noch bis zum 31. Dezember 2017 in Baden-Württemberg. Ihre Stellung war als historische Besonderheit zuletzt in § 114 Bundesnotarordnung (BNotO) berücksichtigt. Das Grundgesetz selbst verbietet in Art. 138 GG „Änderungen der Einrichtungen des jetzt bestehenden Notariats in den Ländern Baden, Bayern, Württemberg-Baden und Württemberg-Hohenzollern“ ohne die Zustimmung der Regierungen dieser Länder. Das baden-württembergische Notariat ist im „Landesgesetz über die freiwillige Gerichtsbarkeit“ (LFGG) geregelt.
Der Amtsnotar war ein Überbleibsel eines in anderen Bundesländern bereits weiter fortgeschrittenen Privatisierungsprozesses. In den neuen Bundesländern wurden nach der Wiedervereinigung 1990/1991 die Amtsnotare durch freiberufliche Notare ersetzt. In Württemberg und den Hohenzollernschen Landen gab es (Stand 31. Dezember 2017) aber auch einige Anwaltsnotare (Rechtsanwälte, die zusätzlich die Geschäfte eines Notars ausüben) und sogenannte Nur-Notare (hauptberuflich bestellte Notare, die nur das Notaramt ausüben), und in Baden wurden im Jahr 2006 erstmals 25 Stellen für hauptberufliche Notare zur Besetzung ausgeschrieben.
Relevant war der Unterschied zwischen beamteten und freiberuflichen Notaren in Haftungsfällen. § 19 Abs. 1 Satz 3 BNotO schließt die Haftung des Staates nach § 839 BGB in Verbindung mit Art. 34 GG (Amtshaftung) für Fehler des Notars aus. Diese Vorschrift fand für beamtete Notare im baden-württembergischen Landesdienst gerade keine Anwendung, § 20 LFGG: für ihre Fehler haftete also gegebenenfalls das Land. Wegen der in § 19a BNotO festgelegten Verpflichtung des Notars zum Abschluss einer Berufshaftpflichtversicherung waren aber die praktischen Unterschiede für den Geschädigten gering. Mit Inkrafttreten der Notariatsreform in Baden-Württemberg zum 1. Januar 2018 wurde auch der Haftungsunterschied obsolet.
In Baden-Württemberg wurden die beamteten Notare als Amtsnotare bezeichnet. Die Amtsbezeichnung im badischen Landesteil lautete „Justizrat“, „Oberjustizrat“ und „Notariatsdirektor“. Im württembergischen Landesteil wurden Beamte in einer dem gehobenen Dienst zuzurechnenden Sonderlaufbahn, die keine Volljuristen waren, mit Notartätigkeiten betraut. Im Unterschied zu den klassischen Notaren mit 2 juristischen Staatsexamina lautete ihre Amtsbezeichnung „Bezirksnotar“ oder „Notarvertreter“.
In ihrer Koalitionsvereinbarung vom 9. Mai 2006 hatten die Regierungsparteien von CDU und FDP im Kabinett Oettinger II für die 14. Legislaturperiode des Landtags von Baden-Württemberg bereits eine grundlegende Strukturreform des Notariats mit flächendeckendem Wechsel zum freiberuflichen Notariat in ganz Baden-Württemberg vereinbart. Nachdem am 17. Dezember 2007 die Entscheidung für die Umsetzung der Notariatsreform durch den baden-württembergischen Ministerrat gefallen war, wurde zum 1. September 2008 kein neuer Ausbildungsgang für sog. Notaranwärter zum Bezirksnotar mehr angeboten. Eine 10-jährige Übergangsregelung sah u. a. einen Statuswechsel, eine Eingliederung in die Justizverwaltung oder die Gerichtsbarkeit für die bisherigen badischen Amtsnotare und württembergischen Bezirksnotare vor. Die letzten Notaranwärter des Ausbildungsjahres 2007 sollten bevorzugt in einem „Anwärterdienst zur Sicherung des Nachwuchses an Notaren zur hauptberuflichen Amtsausübung“ aufgenommen werden.
Zum 1. Januar 2018 wurde in ganz Baden-Württemberg das hauptamtliche freiberufliche Notariat eingeführt. Um weiterhin als Notar tätig zu sein, mussten die Notare zum 1. Januar 2018 aus dem Staatsdienst ausscheiden. Diejenigen Notare, die sich für den Verbleib im Staatsdienst entschieden, verloren zum 1. Januar 2018 ihre Beurkundungsbefugnis und wurden anderen Aufgaben zugeordnet.

### Württemberg und Hohenzollernsche Lande (bis 2017)
Beamte im Landesdienst ohne Befähigung zum Richteramt führten im vormals württembergischen und hohenzollernschen Rechtsgebiet (Bezirk des Oberlandesgericht Stuttgarts und des Bezirks des Amtsgerichts Maulbronn, der Stadtteile Schwenningen, Mühlhausen und Weigheim der Stadt Villingen-Schwenningen und des Gebiets der Gemeinde Tuningen (§ 1 Abs. 4 LFGG)) bis zum 31. Dezember 2017 die Amtsbezeichnung „Bezirksnotar“. Sie erwarben die Befähigung für dieses Amt nach einer fünfjährigen Ausbildung an der Notarakademie Baden-Württemberg und der abschließenden Notarprüfung. Den Bezirksnotaren waren nach dem Landesgesetz über die freiwillige Gerichtsbarkeit neben der Beurkundungskompetenz auch Aufgaben des Nachlass- und Grundbuchrichters und bestimmte Bereiche des Betreuungsrichters übertragen. Mit dem Inkrafttreten der Notariatsreform zum 1. Januar 2018 wurden auch die Zuständigkeiten neu geregelt.

#### Vorbereitungsdienst
Seit 2008 wurden im Hinblick auf die zum 1. Januar 2018 in Kraft getretene Notariatsreform keine neuen Notaranwärter mehr eingestellt. Mit der letztmals 2012 durchgeführten Notarprüfung ist die bisherige notarspezifische Ausbildungs- und Studienform beendet worden.
Der bisherige Vorbereitungsdienst gliederte sich in folgende Abschnitte:
- Studium I (10 Monate)
- Studienpraxis I bis III (27 Monate)
  - Studienpraxis I bei einem Notariat (11 Monate)
  - Studienpraxis II bei einem Amtsgericht (3 Monate)
  - Studienpraxis III bei einem Notariat (13 Monate)
- Studium II (20 Monate)
- Studienpraxis IV nach Wahl bei einem Rechtsanwalt, Steuerberater, Wirtschaftsprüfer, vereidigten Buchprüfer, Wirtschaftsunternehmen oder einer sonstigen inländischen oder ausländischen Stelle, bei der eine sachgerechte Ausbildung gewährleistet ist (3 Monate)

Die Studien I und II fanden an der Notarakademie statt. Sie vermittelten die theoretischen Grundlagen und sollen ferner das Verständnis des Anwärters für rechtliche, soziale und politische Zusammenhänge fördern und seine Allgemeinbildung vertiefen. Die Anwärter sind außerdem zum Selbststudium verpflichtet.
In der praktischen Ausbildung sollte der Anwärter die theoretischen Kenntnisse anwenden und seine Kenntnisse vertiefen.
Die Zwischenprüfung fand nach dem Abschnitt Studienpraxis I statt. Sie bestand aus vier Klausuren aus dem bürgerlichen Recht und dem Grundbuchrecht mit einer Bearbeitungszeit von jeweils vier Stunden.
Die Notarprüfung wurde von Prüfern des Landesjustizprüfungsamtes abgenommen, die entweder Volljuristen oder Bezirksnotare sein mussten.
Die Prüfung bestand aus einem schriftlichen und einem mündlichen Teil. Der schriftliche Teil fand am Ende von Studium II statt und bestand aus acht Aufgaben mit folgenden Schwerpunkten
- Beurkundung im Grundstücksrecht (mit einschlägigen steuerrechtlichen Fragen)
- Beurkundung im Erb- und Familienrecht einschließlich des zugehörigen Internationalen Privatrechts (mit einschlägigen steuerrechtlichen Fragen)
- Beurkundung im Handels- und Gesellschaftsrecht (mit einschlägigen steuerrechtlichen Fragen)
- Grundbuchrecht und Zwangsvollstreckung in Grundstücke
- drei Aufgaben aus dem Zivilrecht mit einschlägigem Verfahrensrecht und aus dem Zwangsvollstreckungsrecht (einschließlich Zwangsversteigerungs- und Insolvenzrecht)
- eine Aufgabe in zwei Teilen, davon Teil I mit Schwerpunkt Staats- und Verwaltungsrecht einschließlich Europarecht und Teil II mit Schwerpunkt Straf- und Strafverfahrensrecht.

Die mündliche Prüfung dauerte 45 Minuten und erstreckte sich auf folgende Gebiete, einschließlich des dazugehörigen Steuerrechts und des Kostenrechts sowie des Internationalen Privatrechts, wenn dies zutrifft:
- Familien- und Erbrecht,
- Handelsrecht, Recht der Personen- und Kapitalgesellschaften, Wertpapierrecht und Grundlagen der Betriebswirtschaftslehre
- Grundstücksrecht, Grundbuchrecht und Recht der Zwangsvollstreckung in Grundstücke
- Schuldrecht, Mobiliarsachenrecht; Zivilprozessrecht; Staats- und Verwaltungsrecht; Straf- und Strafverfahrensrecht; Europarecht

Während des Vorbereitungsdienstes führte der Anwärter die Dienstbezeichnung „Notaranwärter“, nach der bestanden Prüfung die Bezeichnung „Württembergischer Notariatsassessor“.

#### Besoldung
Die ehemaligen Bezirksnotare wurden nach der Landesbesoldungsordnung A besoldet
- Notarvertreter (Eingangsamt), Besoldungsgruppe A 12
- Bezirksnotar, Besoldungsgruppe A 13
- Bezirksnotar (als Leiter eines Notariats mit fünf und mehr Planstellen für Bezirksnotare und Notarvertreter), Besoldungsgruppe A 14

Die Notaranwärter bezogen Anwärterbezüge für das Eingangsamt A 12 gemäß den Vorschriften der Bundesbesoldungsordnung.

### Baden (bis 2017)
Im Bezirk des Oberlandesgerichts Karlsruhe – ausgenommen die Gebiete, die dem württembergischen Rechtsgebiet zugewiesen sind (siehe oben) – waren Amtsnotare Volljuristen mit den üblichen beiden juristischen Staatsexamina. Sie trugen die Amtsbezeichnung „Justizrat“, „Oberjustizrat“ und „Notariatsdirektor“. Bevor sie Notar wurden, waren sie oftmals in anderen Berufsfeldern der baden-württembergischen Justiz tätig, insbesondere als Richter, Staatsanwalt oder bei der Justizverwaltung. Daher rührt auch die Bezeichnung „Richternotar“. Die badischen Amtsnotare waren auch als Nachlass- und Grundbuchrichter tätig.

#### Besoldung
- Justizrat (Eingangsamt), Besoldungsgruppe R 1
- Oberjustizrat (als Leiter eines Notariats mit bis zu drei Planstellen für Notare), Besoldungsgruppe R 1 mit Amtszulage
- Notariatsdirektor (ständiger Vertreter des Leiters eines Notariats mit 8 und mehr Planstellen für Notare), Besoldungsgruppe R 2
- Notariatsdirektor (als Leiter eines Notariats mit 4 bis 7 Planstellen für Notare), Besoldungsgruppe R 2
- Notariatsdirektor (als Leiter eines Notariats mit 8 und mehr Planstellen für Notare), Besoldungsgruppe R 2 mit Amtszulage

Die Amtszulage betrug (Stand: Dezember 2005) jeweils 175,45 €.

## Schweiz

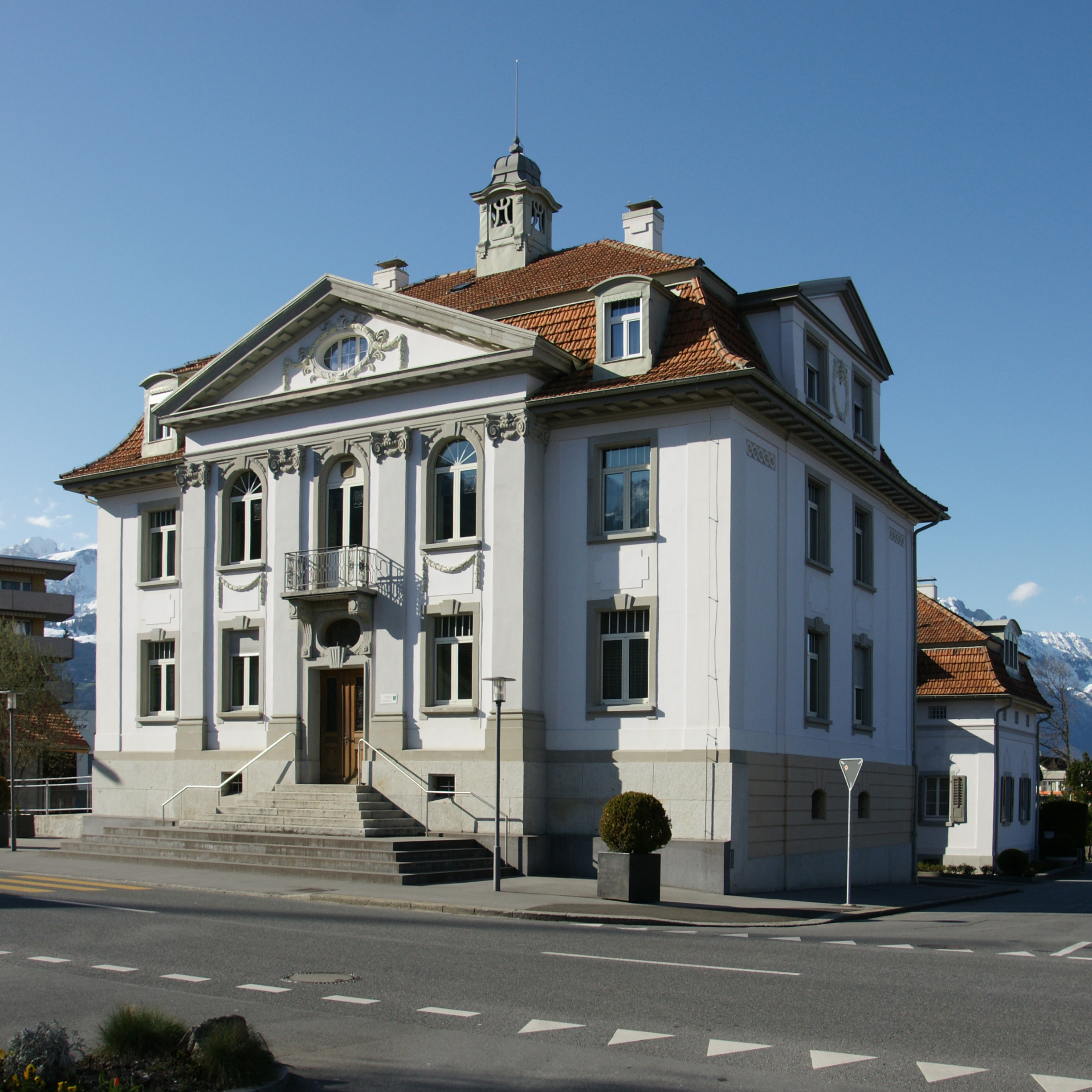
Amtsnotariat und Kreisgericht Werdenberg (Kanton St. Gallen)

In vielen Kantonen der Schweiz gibt es ebenfalls Amtsnotare. Die Rechtslage – auch hinsichtlich der Kosten und Gebühren – unterscheidet sich allerdings von Kanton zu Kanton. So gibt es in einigen Kantonen nur Amtsnotare, während in anderen Kantonen sowohl Amtsnotare als auch Privatnotare oder Anwaltsnotare tätig sind.
So heißt es in einer Rechtvorlage im Kanton Zug:

„Ein Vergleich mit den Regelungen anderer Kantone zeigt, dass ganz unterschiedliche Lösungen existieren. Viele Kantone kennen das freiberufliche Notariat, wobei die Kantone mit teilweisem oder vorwiegendem Anwalts-Notariat (LU, AG, UR, OW, ZG, SO, GL, BS, SG, GR, TI, VS, JU) in der Mehrzahl, die Kantone mit ausschliesslichem oder vorwiegendem Nur-Notariat (BE, FR, VD, GE) in der Minderzahl sind. Über ein eigentliches Amtsnotariat verfügen die Kantone ZH, SH, AR, AI, und TG, während die Kantone LU, BL, OW, NW, SZ, ZG, SO, SG, GR, AG und NE sowohl Amtsnotare als auch freiberufliche Anwalts-Notare kennen. Verträge über dingliche Rechte an Grundstücken können von Anwalts-Notaren in den Kantonen UR, LU, AG, BS und NW öffentlich beurkundet werden. Im Kanton Wallis hat eine ausserparlamentarische Kommission kürzlich die gesetzliche Verankerung einer Unvereinbarkeit des Anwaltsberufes mit der Notariatstätigkeit vorgeschlagen.“

## Portugal
Neben Baden hatte als einziger Mitgliedstaat der Europäischen Union mit lateinischem Notariat bislang auch Portugal ein reines Staatsnotariat: Notare sind Staatsbeamte, Notariate (Cartório Notarial, bisweilen auch als „Beurkundungsamt“ oder „Notariatsamt“ übersetzt) sind Behörden. Sie finden sich in allen Kreisen und sind innerhalb ihres Bezirks durchnummeriert. Wie im lateinischen Notariat üblich, besteht der Kernbereich der notariellen Tätigkeit aus der Beurkundung von Rechtsgeschäften, um die Wahrung der Rechtsform sicherzustellen und die Echtheit außergerichtlich durchgeführter Rechtsakte zu bezeugen. Verhandlungen werden in der Regel nicht vom Amtsnotar (dem Leiter der Behörde) selbst beurkundet, sondern von einem Bediensteten (Bürovorsteher oder Sekretär), der in seinem Namen handelt. Eine Beratung durch den Notar ist erst seit 1995 gesetzlich geregelt. In der Praxis ist es jedoch auch heute zumindest unüblich, einen Notar um Beratung zu bitten, zumal die Notariate in dem Land chronisch überlastet sind. Freiberufliche Notariate existierten in Portugal bis vor Kurzem noch gar nicht, obwohl ihre Einführung seit Jahren diskutiert wurde. Mittlerweile gibt es – wie in Baden – erste private Notariate und konkrete Planungen des Justizministeriums, die auf eine vollständige Privatisierung der notariellen Tätigkeit hinauslaufen. Mit dem Beitritt Portugals zur Internationalen Union des Notariats (UINL) wurde dieser Schritt auch nach außen hin dokumentiert.